# Feder (scherma)
La Feder (plurale Federn ; anche Fechtfeder, plurale Fechtfedern ) è un tipo di spada da allenamento utilizzata nelle Fechtschulen (scuole di scherma) del Rinascimento tedesco . La nascita della spada risale al XV secolo, ma cominciò ad essere ampiamente utilizzata come arma d'addestramento standard solo nel XVI secolo (poiché i duelli venivano ora combattuti con lo Stocco), venendo mostrata ampiamente nei manuali di combattimento dell'epoca, in particolare quelli di Paulus Hector Mair e Joachim Meyer, e rimase in uso in tali Fechtschulen fino al XVII secolo, e in alcuni casi per gran parte del XVIII secolo. 
L'origine del termine "Feder" per queste spade è incerta. Il termine tedesco Feder significa "piuma" o "penna d'oca", ma iniziò a essere utilizzato per indicare le molle metalliche nel XVII secolo (cioè più o meno nello stesso periodo del nome dell'arma da combattimento e probabilmente ne fu influenzato). Il termine stesso Fechtfeder sembra essere collegato al nome dei Federfechter, una gilda di schermidori fondata nel 1570 a Praga . È possibile che il termine Feder per la spada da combattimento sia nato alla fine del XVI secolo, inizialmente come termine di scherno nei confronti dell'arma da allenamento usata dai Federfechter (chiamati così per motivi non correlati, a causa di una piuma o di una penna usata come emblema araldico) dai loro rivali, i fratelli Marx, che prendevano in giro i Federfechter dicendo che "facevano scherma con le penne" anziché con le armi vere, o che fossero studiosi o accademici presumibilmente più bravi a "combattere con la penna" che nel combattimento vero (riflettendo i diversi background professionali delle gilde di scherma rivali). Già Johann Fischart nel suo Gargantua (1575) paragona la Feder ad una "penna" che scrive con il sangue. 

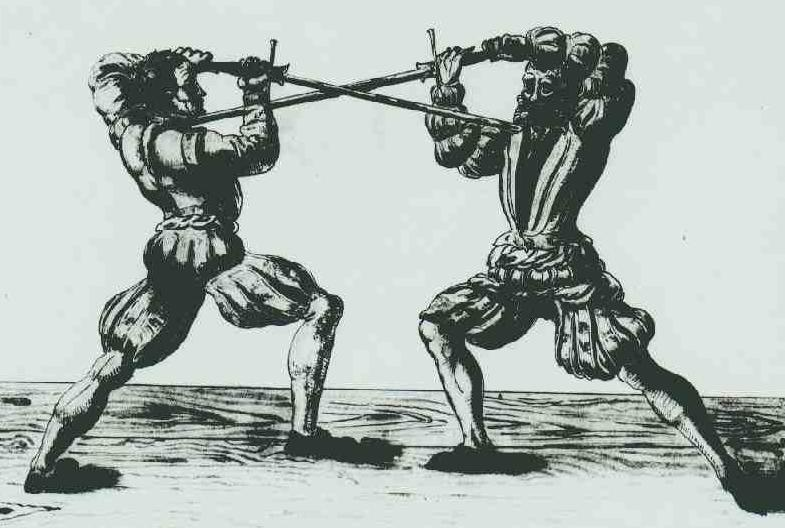
Federschwerter come mostrato nel manoscritto viennese di Paulus Hector Mair (1540)

La spada è costituita da una lama molto sottile e arrotondata con un grande ricasso ed un'elsa ed un pomolo pesanti. Per questo motivo, ha lo stesso peso e lo stesso centro di equilibrio di una spada vera e si impugna in modo identico. Questa strana costruzione ha anche l'effetto di spostare il centro di percussione della spada in un punto teorico oltre la punta. La punta del Federschwert è spatolata e potrebbe essere stata ricoperta da una guaina di cuoio per rendere più sicuro l'affondo, anche se non esistono prove storiche dirette di tale utilizzo.
La produzione della Feder è stata ripresa nel 21° secolo e viene usata come arma da combattimento e da competizione nel contesto delle arti marziali storiche europee. Alcuni gruppi HEMA ritengono che alcuni Federn storici avessero impugnature che si assottigliavano gradualmente, anche se questo non è sempre applicato nelle moderne ricostruzioni delle armi. Inoltre, gli Schilden, i supporti per le lame, delle ricostruzioni moderne variano da quadrati piatti a Parierhaken a doppia scanalatura. Alcuni hanno anche l'impugnatura personalizzata a forma di "S" irregolare, mentre altri sono più lunghi di circa 5 centimetri. Anche le forme dei pomi variano: dalle classiche sfere, ai vari poliedri, ai dischi a forma di spada, o più comunemente a forma di goccia o d'uovo.

## Riferimenti
1. ↑  Hands-on Preview: Pavel Moc Fechtschwert Archiviato il 2 aprile 2015 in Internet Archive., 21 February 2012